# NGC 1542
NGC 1542 ist eine Spiralgalaxie vom Hubble-Typ Sab im Sternbild Stier auf der Ekliptik. Sie ist schätzungsweise 164 Millionen Lichtjahre von der Milchstraße entfernt und hat einen Durchmesser von etwa 60.000 Lichtjahren. Gemeinsam mit sieben Weiteren Galaxien bildet sie die NGC 1550-Gruppe (LGG 113).
Das Objekt wurde am 18. November 1863 von Albert Marth entdeckt.